# Richard Brick
Richard Brick (nacido el 20 de septiembre de 1945 en Nueva York, Estados Unidos; murió el 2 de abril de 2014) fue un productor de cine estadounidense, profesor de cine en la Universidad de Columbia, y comisionado de la Oficina de Cine, Teatro y Radiodifusión del alcalde de la ciudad de Nueva York. Nació en Nueva York, Estados Unidos.
Como productor, Brick es conocido por sus tres películas con Woody Allen: Deconstructing Harry, Celebrity y Sweet and Lowdown. También fue el coproductor de la única película de Emir Kusturica en Estados Unidos, El sueño de Arizona; Productor de Caught de Robert M. Young y Hangin' with the Homeboys de José Vázquez. En la televisión fue el productor principal de dos especiales para Peter Jennings: The JFK Assassination - Beyond Conspiracy y UFOs - Seeing is Believing.
Tuvo una larga relación con el programa de cine de posgrado en la Universidad de Columbia, donde recibió su grado MFA en 1971. Se unió a la facultad y se desempeñó como presidente y copresidente con Miloš Forman, de 1987 a 1989, y fue profesor adjunto de la producción a partir de 1990. Durante su mandato creó el primer Festival de cine de la Universidad de Columbia, que celebró su 25 aniversario en 2012.
Murió de cáncer el 2 de abril de 2014, a los 68 años de edad.